# Tchetniks
Cet article concerne le mouvement actif pendant la Seconde Guerre mondiale. Pour une signification plus générale, voir Tchetniks (Histoire des Balkans).
Les Tchetniks (serbe : Četnik, pluriel Četnici, cyrillique четник) sont une force armée yougoslave issue de la droite nationaliste serbe, active durant la Seconde Guerre mondiale, fondée par Draža Mihailović, officier de l'armée royale yougoslave, pour mener la résistance contre l'occupation de la Yougoslavie par les forces de l'Axe. Le nom Tchetniks signifie Membre d'une compagnie militaire ou de manière plus générique Combattant armé. Bien que d'autres groupes aient été, à des époques différentes, désignés sous ce nom, le terme de Tchetniks désigne généralement, depuis la Seconde Guerre mondiale, l'organisation de Mihailović.
Mihailović lui-même avait choisi le nom de Tchetniks, son but étant de reprendre les méthodes traditionnelles de guérilla utilisées par les Serbes contre les Ottomans, puis pendant les guerres balkaniques et la Première Guerre mondiale. Ses Tchetniks étaient également surnommés le Mouvement de Ravna Gora, du nom de leur lieu de fondation. Une fois reconnus par le gouvernement en exil du royaume de Yougoslavie, les Tchetniks de Mihailović ont reçu le nom officiel de Jugoslovenska vojska u otadžbini (Југословенска војска у отаџбини, ou JVO), traduit en français par Armée yougoslave dans la patrie, Armée yougoslave dans le pays, ou Armée yougoslave de l'intérieur.
Reconnus et soutenus initialement par les Alliés, les Tchetniks ne disposent pas d'une organisation centralisée et entrent en conflit avec l'autre force de résistance, les Partisans dirigés par le chef communiste Josip Broz Tito. Quelques chefs tchetniks, agissant indépendamment de Mihailović, privilégient bientôt le combat contre les communistes, et c'est pourquoi les Tchetniks furent, après-guerre, qualifiés par l'historiographie titiste (et, à sa suite, internationale) d'« organisation nationaliste serbe collaborant avec l'occupant et ayant massacré des populations civiles croates et musulmanes »[source insuffisante], amalgamant ainsi les tchetniks antifascistes de la résistance avec les tchetniks noirs, pro-fascistes et collaborationnistes.
Après la fin 1943, les hommes de Mihailović cessent d'être soutenus par les Alliés qui jugent les Partisans plus efficaces dans le combat contre les Allemands. Les Tchetniks sont défaits par les Partisans en 1944-45 ; Mihailović lui-même est condamné et exécuté pour collaboration par le nouveau régime communiste yougoslave.

## Histoire

### Création

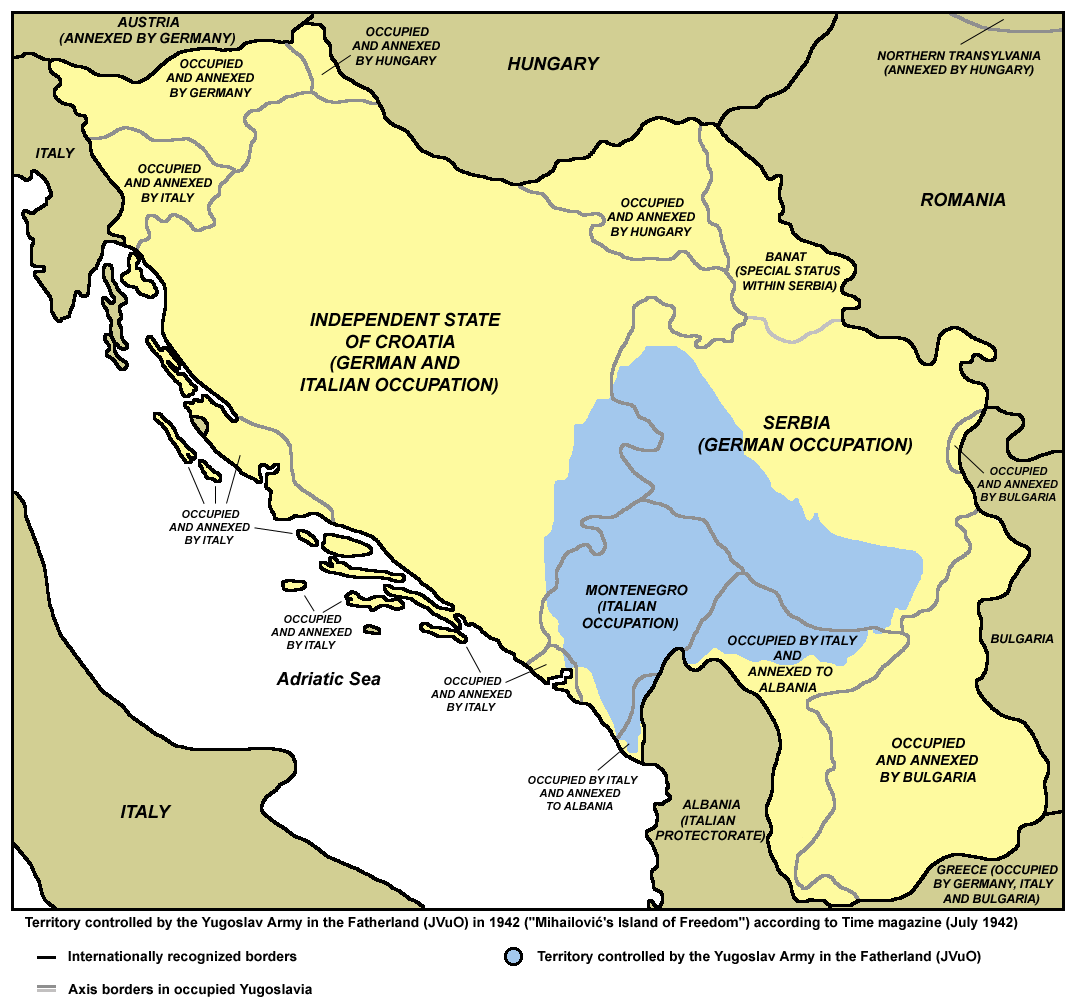
Territoire contrôlé par la NOVJ en 1942 selon le Time magazine (juillet 1942).

Après l'invasion du pays par l'Axe, le territoire du Royaume de Yougoslavie est démembré et divisé en protectorats ou en États indépendants administrés par des gouvernements collaborateurs. Certaines unités de l'armée refusent de se rendre. Le 13 mai 1941, le colonel Draža Mihailović, chef de la seconde armée yougoslave, fonde le Commandement des détachements Tchetniks de l'Armée yougoslave, conçus comme une force armée fidèle au gouvernement yougoslave en exil à Londres, et destinée à mener la guérilla contre l'occupant. Les 70 corps de l'armée sont formés sur différentes parties du territoire, incluant la Serbie, la Bosnie-Herzégovine, la Slovénie et le Monténégro. À certains stades du conflit, les troupes placées sous le contrôle théorique de Mihailović revendiquent jusqu'à 300 000 hommes, Serbes en majorité. Leur nombre ayant fluctué au gré des ralliements, puis des défections, il est difficile d'établir une estimation fiable. Le mouvement tchetnik est le premier à entrer en résistance, le Parti communiste yougoslave étant lié par le Pacte germano-soviétique d'août 1939. À noter que Draža Mihailović, avec ses forces, a réussi à retenir 17 divisions allemandes.
Les hommes de Mihailović sont reconnus et soutenus par les Alliés, qui leur font parvenir des armes. Le 26 octobre 1941, Mihailović et Tito, qui vient tout juste de commencer à rallier quelques troupes pro-communistes, concluent un accord pour réaliser un front uni contre les occupants. La tête de Draza Mihailović est alors mise à prix par les Allemands pour 100 000 reichsmarks. En novembre, la BBC annonce que Mihailović est le commandant de l'Armée yougoslave de la patrie, qui devient le nom officiel des Tchetniks. Par la suite, courant décembre 1941, Tito ordonne l'attaque de bataillons isolés de la Wehrmacht, qui se traduit par des représailles des Allemands envers les populations civiles serbes. Mihailović demande à Tito d'éviter toutes actions envers des corps isolés de la Wehrmacht, préférant l'attaque de front sur les régiments ou les sabotages de voies ferrées. Or, les communistes ne tiennent pas compte des recommandations de Draža Mihailović et, une nouvelle fois, attaquent une unité isolée de fantassins allemands, ce qui provoque, par représailles, la première exécution massive de la Wehrmacht envers des populations civiles à Valjevo, où près de 7 000 habitants sont sommairement exécutés, hommes, femmes et enfants, la devise allemande étant : pour 1 soldat allemand tué, 100 civils seront exécutés, pour 1 blessé, 10 seront exécutés. Mihailović, ayant appris ce massacre, coupe définitivement les ponts avec Tito.

### Idéologie
L'« Armée yougoslave de la patrie » est avant tout caractérisée par une idéologie nationaliste yougoslave, monarchiste, antifasciste et anticommuniste. Faute d'eau et de savon pour se raser, beaucoup de Tchetniks y compris Draža Mihailović, laissent pousser leur barbe pendant la guerre et l'occupation, ce qui a été interprété après-guerre comme une expression de la tradition orthodoxe, car selon le point de vue communiste, les Tchetniks ne sont pas une résistance antifasciste mais un mouvement nationaliste serbe partisan d'une « Grande Serbie » (bien que leurs unités aient compté des croates, des slovènes, des Musulmans et des Juifs).

### Passage d'unités Tchetniks aux Partisans ou à la collaboration
Après plusieurs combats avec les forces d'occupation de l’Axe, les Tchetniks se divisent. L'« armée yougoslave de la patrie » souffre de ne pas avoir de commandement très centralisé, et d'être trop étroitement identifiée à la Serbie et à la monarchie, ce qui ne garantit pas la loyauté de tous ses membres. À l'opposé, la direction des Partisans développe le projet d'une république yougoslave fédérale, promettant plus d'égalité entre les différentes nationalités, ce qui garantit des ralliements à la résistance communiste à mesure que le conflit avance.
Si la majorité des Tchetniks continue le combat contre les occupants, certains privilégient l'affrontement avec les Partisans, ennemis du royaume, et finissent par collaborer avec les Italiens (après le passage de l'Italie aux Alliés le 13 octobre 1943) ou le gouvernement collaborateur serbe : c'est le cas, fin 1941, de Kosta Pećanac, qui sera tué par les hommes de Mihailović en mai 1944. En Croatie, certaines unités serbes collaborent avec les Italiens qui, passés aux Alliés, leur offrent une protection contre les Oustachis.
Les Tchetniks de Mihailović continuent de porter assistance aux Alliés, participant notamment en 1944 à l'Opération Halyard (en), sauvetage de 500 pilotes alliés abattus sur le sol yougoslave.

### Abandon par les Alliés
Tito contacte durant l'hiver 1941 Winston Churchill, pour lui demander un soutien inconditionnel de la part des Alliés, s'attribuant des victoires des Tchetniks sur les Allemands (bataille de Sabac, 23 janvier 1941 ou bataille de Smederevo, 12 février 1941, réseau pour la récupération et l'évacuation de près de 500 pilotes américains). C'est à la conférence de Téhéran que Churchill annonce à Staline son intention de soutenir en Yougoslavie les partisans communistes dirigés par Tito plutôt que les Tchetniks du gouvernement yougoslave en exil à Londres, dirigés par Draža Mihailović. Churchill avait pris cette décision sur la base de rapports concluant que les Partisans infligeaient aux Allemands bien plus de dommages que les Tchetniks, (dont des groupes dissidents, en Bosnie-Herzégovine, en Croatie et en Dalmatie, distincts de ceux de Mihailović, préféraient combattre les communistes) et sans se douter que ces rapports, grâce à l’influence des « Cinq de Cambridge » (un groupe d’agents de renseignement britanniques du SIS travaillant en fait pour le NKVD), exagéraient largement le nombre des groupes dissidents et minimisaient les forces de Mihailović. Ainsi, l'Opération Halyard, pourtant connue des anglo-saxons, a par la suite été attribuée à Tito, qui s'est approprié toutes les victoires des Tchetniks sur les Allemands ou les Italiens.
En juin 1944, le gouvernement en exil du roi Pierre II, ainsi abandonné par les Alliés, doit signer un accord avec le mouvement de Tito, reconnaissant les seuls Partisans comme la force armée régulière de la résistance yougoslave et ordonnant aux Tchetniks de se joindre à eux. Mihailović refuse cependant de se soumettre. Le 29 août, le roi démet Mihailović de son poste de chef d'état-major yougoslave et, le 12 septembre, nomme à sa place Tito. Ce dernier promet une amnistie aux Tchetniks, résistants ou collaborateurs, qui viendraient rejoindre son camp (tout en la refusant aux collaborateurs Oustachis).
À la fin du conflit, l'Armée yougoslave de la patrie se disloque. Ses anciens membres passés à la collaboration tentent de fuir vers l'Italie ou l'Autriche. Une partie est capturée par les Partisans ; d'autres, capturés par les Britanniques, sont renvoyés en Yougoslavie et livrés aux communistes. Certains sont jugés pour collaboration, et acquittés, ou bien condamnés à mort ou à des peines de camp de travail forcé du régime Titiste. D'autres enfin sont tués sans jugement. Draža Mihailović et ses hommes, qui avaient déjà payé un lourd tribut à la répression nazie, sont piégés dans l'est de la Bosnie-Herzégovine où ils sont finalement capturés. Mihailović est jugé pour les crimes des Tchetniks renégats qui lui sont imputés, et condamné à mort pour collaboration. Le gouvernement yougoslave légitime[source insuffisante] réfugié à Londres se trouve abandonné par les Alliés, et beaucoup de ses membres n'ont plus qu'à demander l'asile politique.
Les pertes subies par les Tchetniks au cours du conflit s'élèvent à environ 166 000, comptant 10 000 morts dans des batailles contre l'occupant, 16 000 morts en déportation après leur capture par les Allemands, et environ 140 000 répartis entre les exécutions commises par les Partisans et les combats contre ces derniers, et les exécutions commises par les occupants.

## Postérité
Après la Seconde Guerre mondiale, les Tchetniks ont été, dans leur globalité, considérés comme des traîtres par le régime communiste de Tito. Cette version d'une collaboration globale des Tchetniks et d'une trahison de Mihailović s'est couramment répandue dans l'historiographie occidentale, mais a par contre été combattue par certains auteurs. Mihailović lui-même a été réhabilité aux États-Unis.
Certains groupes de Tchetniks, restés fidèles aux principes et valeurs défendues par Mihailović, n'ont jamais voulu se rendre aux unités communistes, et continuèrent à lutter dans le maquis. Le dernier Tchetnik à avoir officiellement combattu la politique titiste, au nom du roi, fut un jeune commandant serbe du Monténégro, nommé Vladimir Šipčić, également surnommé "Vlado". Il résista à l'armée titiste jusqu'en 1957, soit 12 ans après la fin de la guerre. Son unité fut lentement décimée par les troupes communistes, et, selon un rapport officiel de la UDBA (police secrète yougoslave), Vladimir Šipčić aurait été vraisemblablement abattu en juin 1957, avec sa fiancée, dans l'est de la Bosnie, bien que le corps n'ait jamais été officiellement reconnu comme étant le sien.
Des exilés serbes, dont d'anciens Tchetniks, ont fondé des associations de souvenir dans des pays comme les États-Unis, le Royaume-Uni ou l'Australie. Certains sont aussi venus tardivement en France à partir de 1958, après l'arrivée de Charles de Gaulle qui connaissait la réalité à propos du mouvement royaliste serbe.
Dans la culture occidentale, le point de vue anglo-titiste sur les Tchetniks est explicite dans le film L'ouragan vient de Navarone réalisé par Guy Hamilton en 1978, où l'acteur Richard Kiel incarne le « capitaine Drazak », un chef Tchetnik collaborateur des nazis mais faisant semblant d'être un Partisan résistant.
À partir de 1989, certains partis d'opposition yougoslaves ont commencé à rappeler le rôle réel des Tchetniks dans la Seconde Guerre mondiale, et à dénoncer l'histoire officielle comme mensongère.